# Elezioni presidenziali a Gibuti del 1999
Le elezioni presidenziali a Gibuti del 1999 si tennero il 9 aprile; furono indette in seguito del ritiro dalla vita politica di Hassan Gouled Aptidon, primo Presidente di Gibuti, in carica dal 1977.
Le consultazioni videro la vittoria di Ismail Omar Guelleh, nipote di Aptidon e suo successore alla guida del Raggruppamento Popolare per il Progresso, sul candidato indipendente Ahmed-Idriss Moussa, appoggiato da Partito Nazionale Democratico e dal Movimento per il Rinnovamento Democratico e lo Sviluppo, che ha denunciato la non regolarità del voto, a suo dire condizionato da numerosi brogli. 

## Risultati
| Candidati           | Partiti                                  | Voti    | %     |
| ------------------- | ---------------------------------------- | ------- | ----- |
| Ismail Omar Guelleh | Raggruppamento Popolare per il Progresso | 76 853  | 74,02 |
| Ahmed-Idriss Moussa | PND - MRD                                | 26 972  | 25,98 |
| Totale              | Totale                                   | 103 825 | 100   |